# گودیبرت (دهانه)

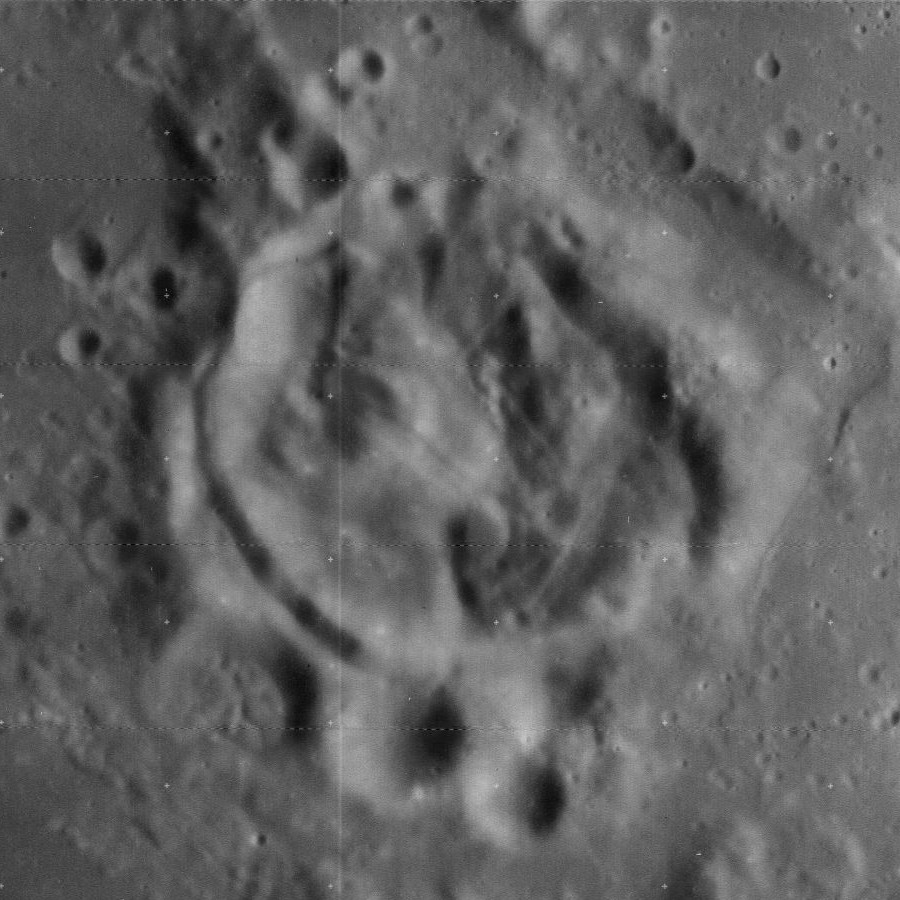
تصویر گودیبرت

گودیبرت یک دهانه برخوردی در ماه‌ است.

## دهانه‌های اقماری
این دهانه ۶ دهانه اقماری دارد.
| Gaudibert | عرض جغرافیایی | طول جغرافیایی | قطر          |
| --------- | ------------- | ------------- | ------------ |
| A         | ۱۲.۲° S       | ۳۷.۹° E       | ۲۱.۰ کیلومتر |
| C         | ۱۱.۵° S       | ۳۷.۸° E       | ۹.۰ کیلومتر  |
| B         | ۱۲.۳° S       | ۳۸.۵° E       | ۲۱.۰ کیلومتر |
| D         | ۱۰.۵° S       | ۳۶.۳° E       | ۵.۰ کیلومتر  |
| H         | ۱۳.۸° S       | ۳۶.۷° E       | ۱۱.۰ کیلومتر |
| J         | ۱۱.۱° S       | ۳۹.۱° E       | ۱۰.۰ کیلومتر |